# ANZAM
ANZAM ist die Abkürzung für Australien, New Zealand und Malaya, die ein informelles Netzwerk auf Konsultationsbasis umfasste, das im Mai 1948 errichtet wurde und im Oktober 1957 im Anglo-Malayan Defence Agreement aufging.
Im Rahmen der ANZAM trugen Australien und Neuseeland seit 1950 zur Verteidigung von Britisch-Malaya bei. Durch den Erfolg kommunistischer Militärgruppen in Indochina (1954) sahen sich die Partner veranlasst, im Frühjahr 1955 begrenzte Bodenkräfte bereitzustellen. Im Juli 1955 landete ein australisches Bataillon bei Penang und im November desselben Jahres eine neuseeländische Kompanie in Singapur. Diese Kräfte wurden innerhalb einer Commonwealth Strategic Reserve zusammengefasst, deren Hauptquartier im Dezember in Penang aufgeschlagen wurde. 